# Willi Birkelbach
Willi Birkelbach (* 12. Januar 1913 in Frankfurt am Main; † 17. Juli 2008 ebenda) war ein deutscher Politiker der SPD.

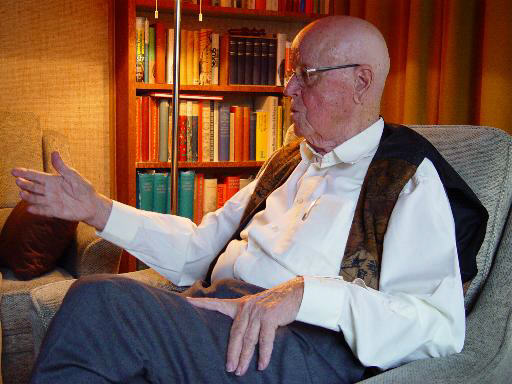
Birkelbach in seiner Wohnung in Frankfurt (2004)

## Beruf
Nach dem Abitur 1932 an der Oberrealschule in Frankfurt-Höchst absolvierte Birkelbach, Sohn eines Fabrikarbeiters, eine Lehre als Außenhandelskaufmann und war anschließend in diesem Beruf und als Fremdsprachenkorrespondent für verschiedene Firmen (u. a. Hochtief AG) tätig. Am 15. November 1942 wurde er in das berüchtigte Strafbataillon 999 eingezogen und geriet 1944 in Albanien in Kriegsgefangenschaft.
1946, nach der Rückkehr nach Frankfurt wurde er Chefbuchhalter bei Kulzer & Co., für die er bereits 1941/42 gearbeitet hatte. 1947/48 war er Leiter der Gewerkschaftsschule des DGB Hessen in Oberursel, 1948 hielt er sich zu Studienzwecken in den USA auf. 1953 bis 1958 war er für die IG Metall Aufsichtsratsmitglied bei der Mannesmann AG, anschließend bis 1978 bei den Stahlwerken Bochum (seit 1968 als stellvertretender Aufsichtsratsvorsitzender).

## Partei
Bereits als 17-Jähriger war Birkelbach 1930 in die SPD eingetreten. Ab 1934 arbeitete er illegal für die Sozialistische Arbeiterpartei Deutschlands (SAP), eine Linksabspaltung der SPD. 1938 wurde er von der Gestapo verhaftet und zu zweieinhalb Jahren Zuchthaus wegen Vorbereitung zum Hochverrat verurteilt.
1954 bis 1963 war er Bezirksvorsitzender der SPD Hessen-Süd und von 1954 bis 1958 Mitglied des SPD-Parteivorstandes auf Bundesebene. In den Debatten um das Godesberger Programm führte er gemeinsam mit Wolfgang Abendroth eine reformstrategisch ausgerichtete Gruppe von Parteilinken an, die im Bundesvorstand die bestehende Programmatik der SPD deutlich modernisieren wollten, ohne jedoch den sozialistischen Kernbestand aufzugeben. Nach dem Scheitern ihrer Initiative trat Birkelbach 1958 nicht wieder zu den Vorstandswahlen an.
Trotzdem engagierte er sich weiter für die SPD, so trat er selbst mit über 90 Jahren im Bundestagswahlkampf 2005 noch in Frankfurt als Redner auf.

## Abgeordneter
Birkelbach gehörte dem Deutschen Bundestag von dessen erster Wahl 1949 bis zur Mandatsniederlegung am 30. September 1964 an. Außerdem war er vom 16. Juli 1952 bis zum 15. Juni 1964 Mitglied des Europäischen Parlaments, wo er von 1959 bis 1964 Vorsitzender der Sozialistischen Fraktion war und von 1950 bis 1961 auch stellvertretender Delegierter zum Europarat. Im Dezember 1961 leitete Birkelbach eine Kommission des Europäischen Parlaments, die Kriterien zur Aufnahme neuer Mitgliedsstaaten entwarf; darunter fanden sich neben geografischen und wirtschaftlichen erstmals auch politische Aspekte wie Demokratie und Rechtsstaatlichkeit. Im Januar 1962 wurde dieser „Birkelbach-Bericht“ vom Parlament fraktionsübergreifend angenommen und diente bereits wenige Monate später als wesentliches Argument für die Ablehnung des ersten Aufnahmeantrags des von Diktator Francisco Franco regierten Spanien.

## Öffentliche Ämter
Am 16. September 1964 wurde er als Staatssekretär Chef der Staatskanzlei des Landes Hessen (bis 1969), wo die später als Spionin enttarnte Christel Guillaume seine Büroleiterin war. 1964 bis 1975 war er auch Direktor des hessischen Landespersonalamts. Von 1966 bis 1976 gehörte er dem Rundfunkrat des Hessischen Rundfunks an. 1971 bis 1975 war er der erste Datenschutzbeauftragte des Landes Hessen.

## Auszeichnungen
- Wilhelm-Leuschner-Medaille des Landes Hessen (1973)
- Johanna-Kirchner-Medaille (1991)
- Honorary Commander of the Most Excellent Order of the British Empire
- Großes Bundesverdienstkreuz (2001)
- Willy-Brandt-Medaille der SPD (2005)

## Veröffentlichungen
- Die große Chance. Diskussionsbeiträge zum Thema: Demokratischer Sozialismus, Union-Druckerei und Verlags-Anstalt, Frankfurt am Main 1956
- Willi Birkelbach, Fazit – gelebt – bewegt, Schüren-Verlag, Marburg 2000, ISBN 3-89472-172-3.